# Estadio El Dorado de Anconcito
El estadio El Dorado Está ubicado en la parroquia Anconcito, cantón Salinas, provincia de Santa Elena. Fue inaugurado en 2010. Es usado para la práctica del fútbol, Tiene capacidad para 1000 espectadores. También cuenta con luminarias eléctricas para la realización de partidos en horario nocturno.

## Historia
Desempeña un importante papel en el fútbol local, ya que los clubes de Santa Elena como el Club Deportivo Juvenil Carlos Borbor Reyes y el Club Deportivo Duros del Balón hacen de local en este escenario deportivo, que participan en el Campeonato Provincial de Segunda Categoría de Santa Elena y en los torneos de Segunda Categoría de Ecuador.
El estadio es sede de distintos eventos deportivos a nivel local, ya que también es usado para los campeonatos escolares de fútbol que se desarrollan en el cantón en las distintas categorías, también puede ser usado para campeonatos barriales del cantón.

## Galería

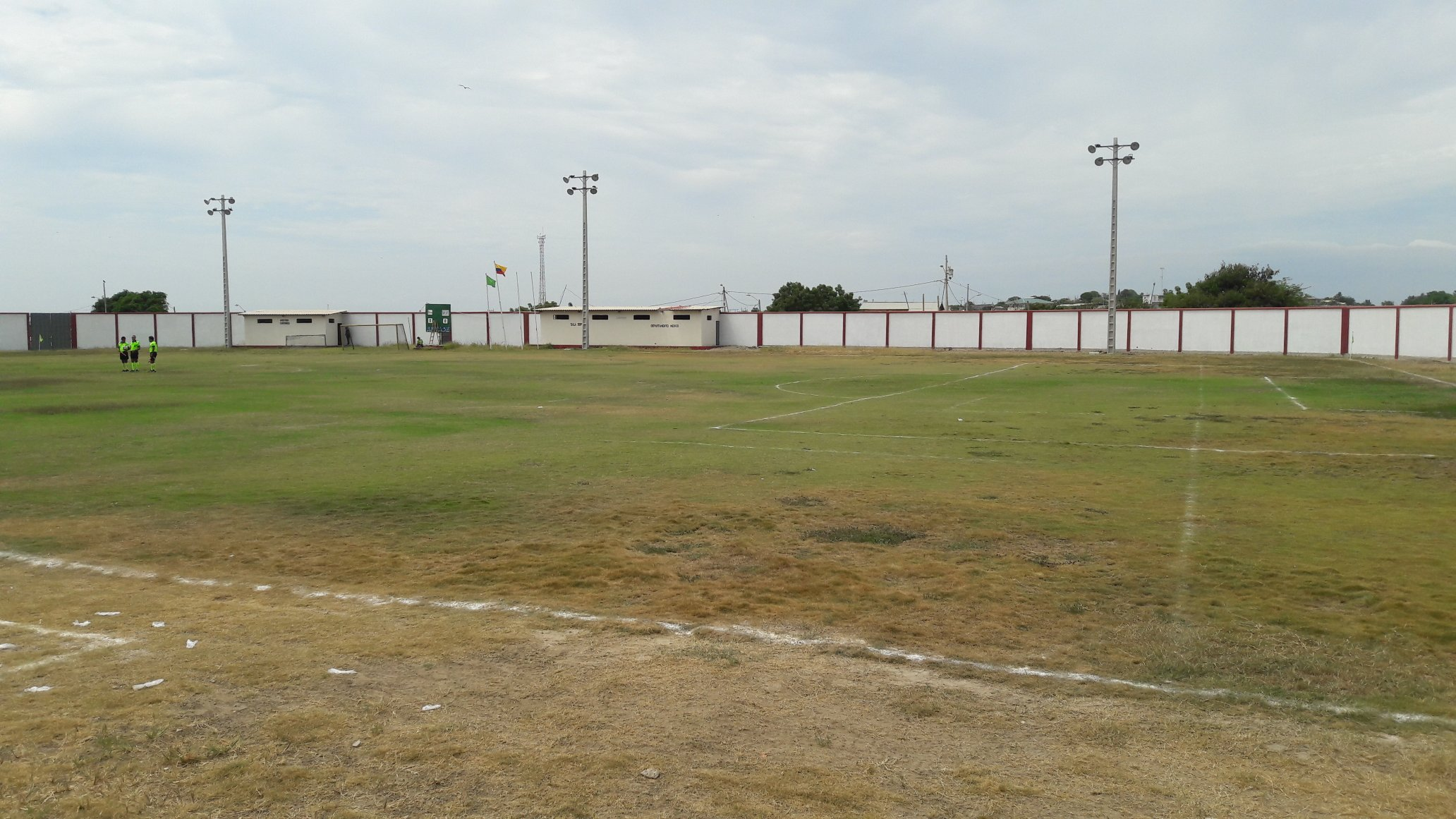
Vista de la cancha
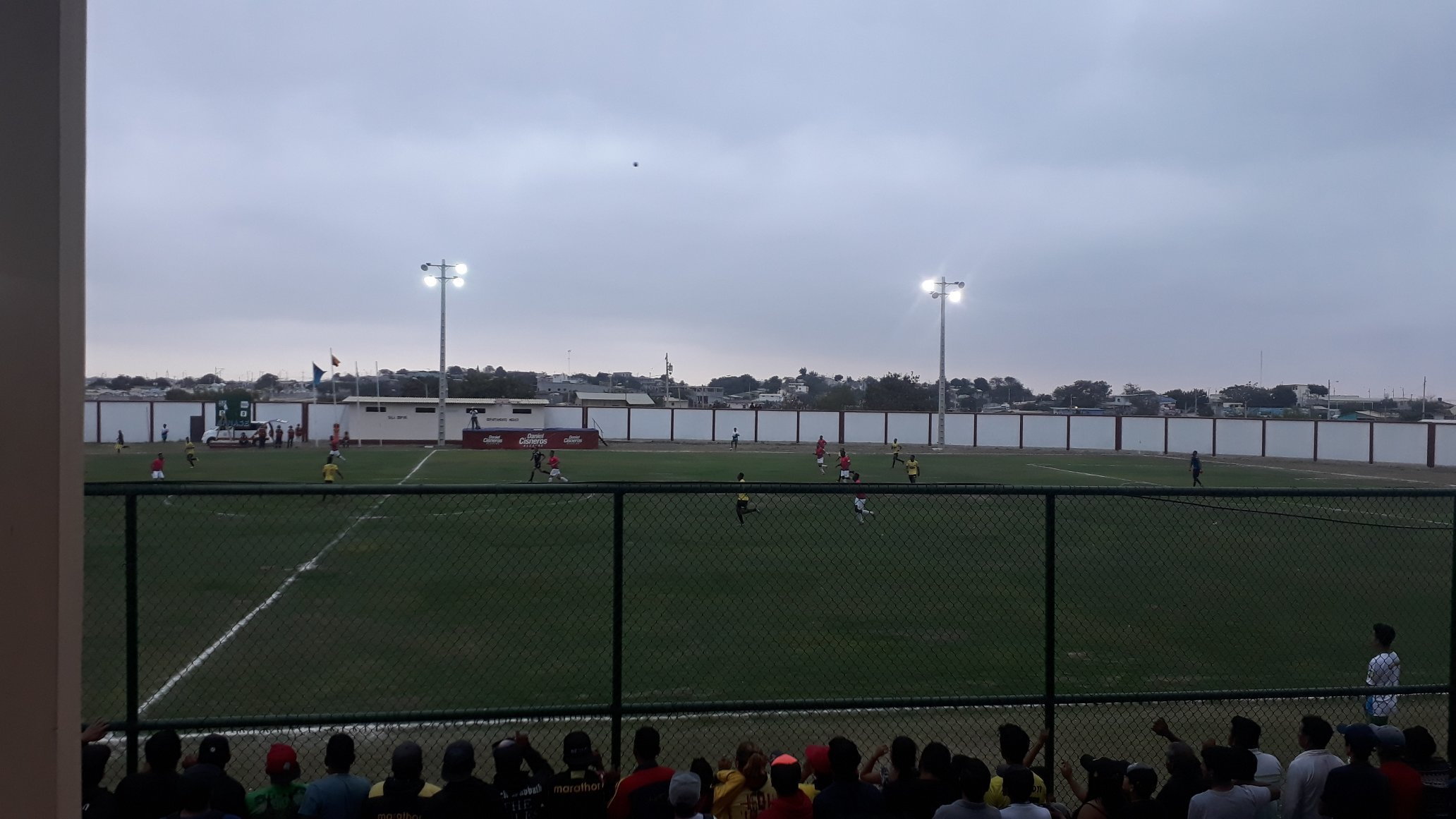
Vista desde la tribuna